# みそそぎ川

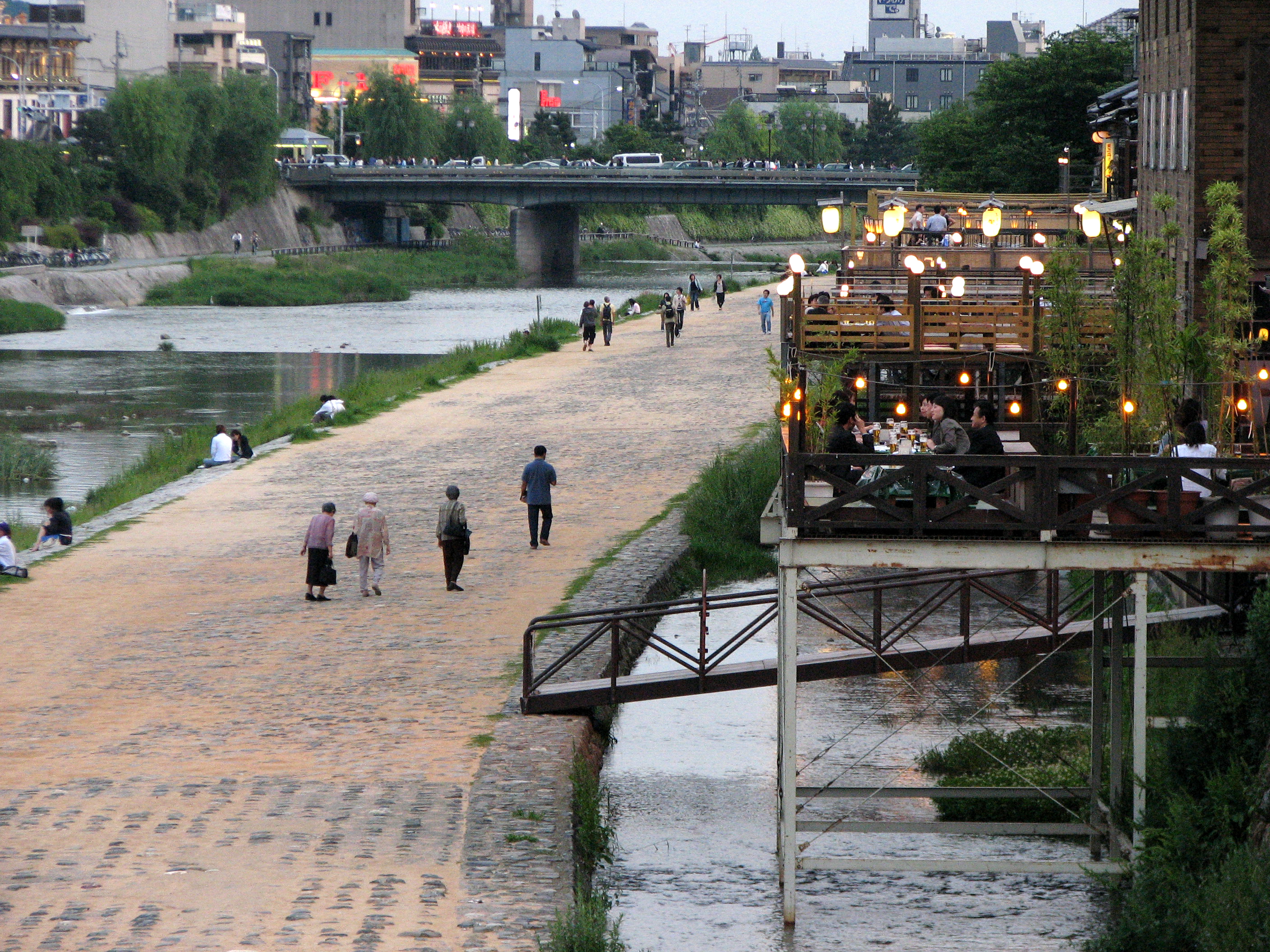
三条大橋から鴨川下流をみる。先斗町の納涼床の下を流れるのがみそそぎ川。

みそそぎ川（みそそぎがわ）は、鴨川から分流し、京都市内の鴨川右岸（西側）高水敷を鴨川に平行して流れる全長約2.5 kmの人工の水路。禊川という漢字表記のほか、みそぎ川・みささぎ川・みそゝぎ川の表記もみられる。
みそそぎ川は、賀茂大橋下流付近で鴨川から分流して鴨川公園の地下を暗渠で流れた後に丸太町橋下流で地上に現れ、五条大橋上流付近で再び鴨川に合流する。その間に、二条大橋下流付近から高瀬川に導水するほか、二条大橋から五条大橋までの間で京都の風物詩となっている納涼床が設置される。

## 概要
みそそぎ川の川幅は約4.5 mで、川底から両側の護岸天端までの深さは約50 cm。水深は変動するが、おおよそ10 cmから20 cmで安定している。上流部分は高瀬川への取水路を兼ねており、賀茂大橋と荒神橋の中間で高瀬川源流庭園を経て高瀬川へ導水される。その余水吐は引き続き鴨川に平行して流れ、鴨川の親水空間を提供している。
鴨川での納涼床は祇園祭の夏祓いとしての側面があったが、みそそぎ川の名称もこれに由来すると考えられる。
2019年に柊野堰堤から七条大橋付近までの約10 kmの鴨川沿いの玉石張・雑割石練積低水護岸、床止堰堤及びこのみそゝぎ川の構造物が土木学会選奨土木遺産に選ばれる。

## 沿革

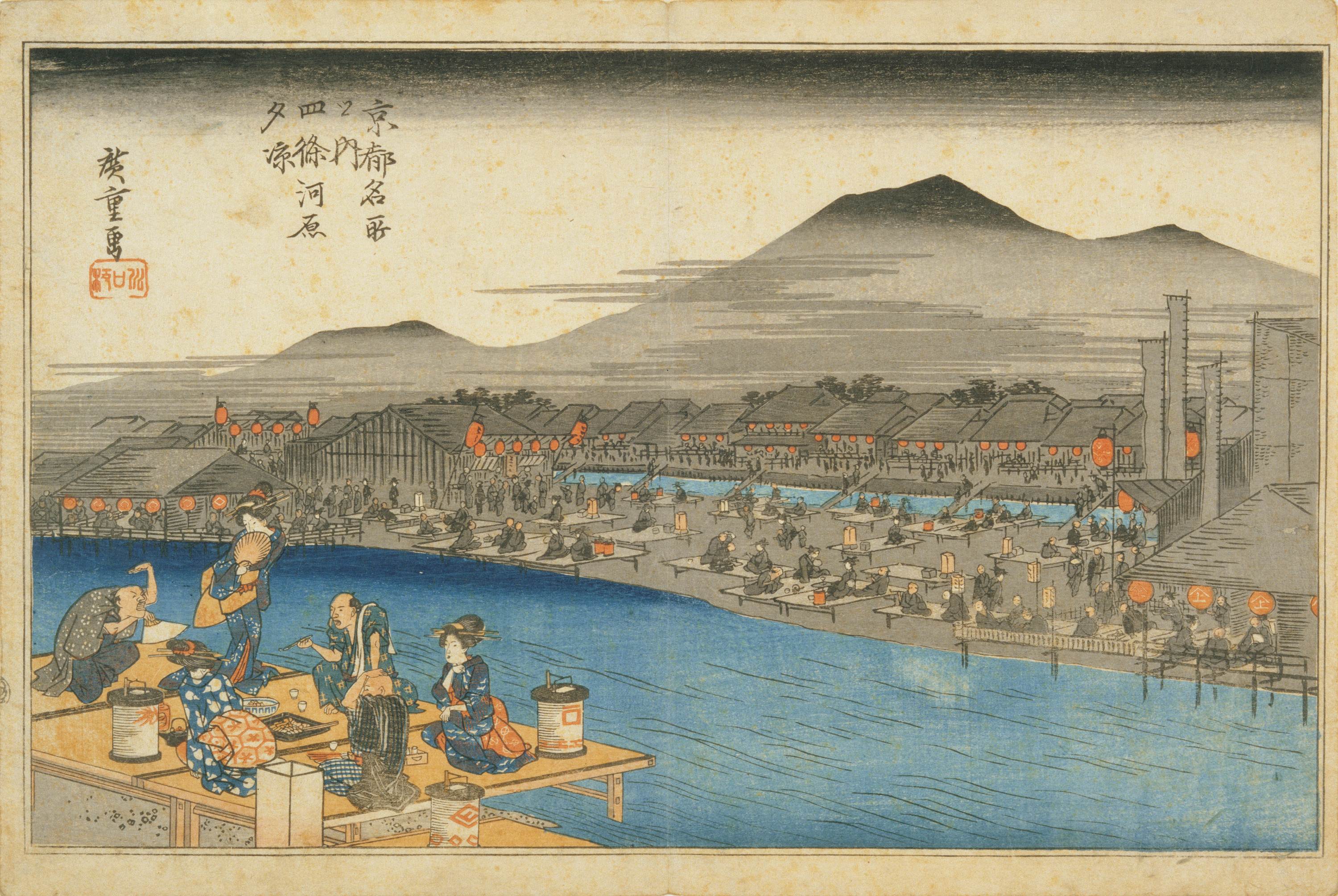
歌川広重筆「京都名所之内・四條河原夕凉」19世紀。

### 鴨川の納涼床
鴨川の河川敷は、平安時代から都の広場としての機能を持ち、安土桃山時代に至ると歌舞伎の興行など遊興空間となっていた。江戸時代の17世紀中頃には、祇園会に合わせて鴨川の河原に床几を持ち込んで納涼する、納涼床が発生する。
寛文9年（1669年）から幕府が鴨川筋新堤の築堤による護岸工事を行い、河川敷と街区の境界が明確となって祇園や先斗町などの川沿いの街区が形成された。これにより歌舞伎小屋などの常設的な店舗は堤内に移り、替わりに中州を含めた河原には仮設的な茶屋や的矢などが設けられ、納涼床が河原一面に設置されるようになる。両岸に街区と河原との高低差を利用した高床形式の納涼床が張り出すように作られるようになったのもこの頃である。江戸時代中期ごろからは納涼床が設置される期間も延長されて京都の夏の風物詩として定着し、明治初期ごろまで盛んに納涼床の営業が行われた。この頃の鴨川は浅く、中州で幾筋にも分かれて流れていたが、最も右岸に近い流れをみそそぎ川と呼んでいたと考えられる。

### 鴨川浚渫とみそそぎ川

鴨川の断面の変遷とみそそぎ川

明治23年（1890年）に琵琶湖疏水が完成すると、鴨川の流量が増加する。さらに、鴨川左岸では明治27年（1884年）の鴨川運河開削、大正4年（1915年）の京阪電鉄開通と開発が続き、また明治19年（1886年）から明治32年（1899年）にかけて、納涼床の営業に対して官有地借用や構造物設置に関する取り締まりが強化された。これらの影響は定かではないが、同時期から納涼床の営業は衰退していった。明治44年（1911年）に行われた琵琶湖疏水第二疏水に伴う河川改修により鴨川の浚渫がおこなわれて中州が消滅し、川中での納涼床の営業は禁止された。
右岸では、明治20年代から茶屋に対して護岸の借用権が保護されていた事もあり、納涼床の営業は続けられたが、浚渫により鴨川と納涼床の距離が離れたことにより、存続が危ぶまれていた。大正6年（1917年）には木屋町・先斗町の茶屋らが「夏の納涼床下に清水を通す」よう陳情を出しており、みそそぎ川はこの時に造成されたと考えられる。
このようにみそそぎ川は、納涼床の営業を行う茶屋の要望により造られたが、高低差が生じて取水しにくくなっていた高瀬川への導水と共に、これを延伸して鴨川と街区の間の親水空間を提供する役割も負った。みそそぎ川は、大正期の鴨川治水工事により設けられた右岸の高水敷に造成され、丸太町橋より五条大橋に至る川幅5 mから7 mほどの水路であった。

### 鴨川大洪水と平成の鴨川改修

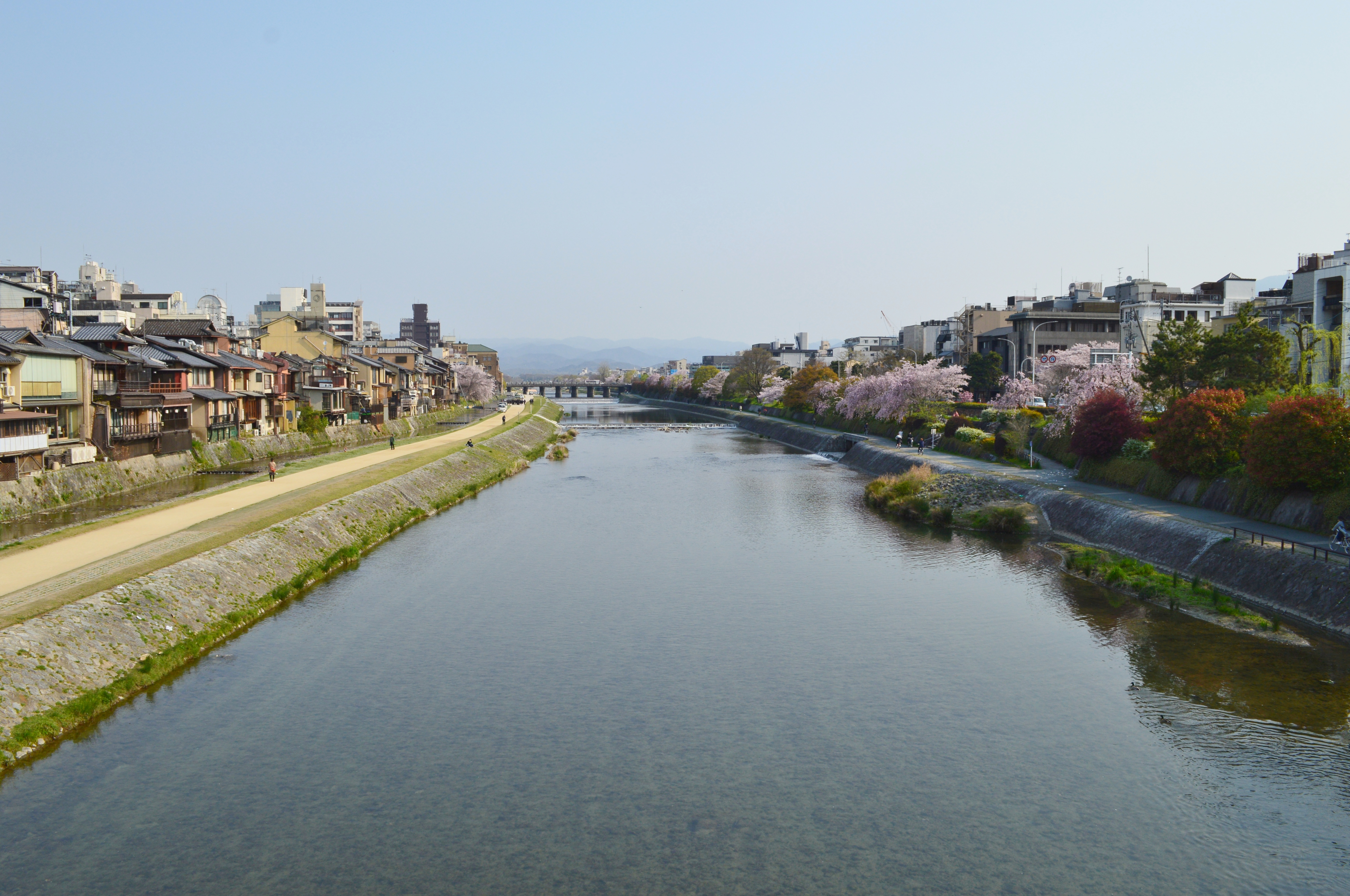
四条大橋から鴨川上流をみる。左から先斗町の町家、高水敷の親水空間（みそそぎ川と遊歩道）、鴨川本流を挟んで左岸の花の回廊。

昭和10年（1935年）には鴨川が大規模な氾濫をおこし（京都大水害）、これをきっかけとして大規模な治水対策が計画された。この計画は太平洋戦争の激化により縮小され、暫定的な災害復旧工事のみが昭和22年（1947年）までに完了するが、引き続き更なる治水工事と景観整備の必要性が認識されていた。
鴨川の洪水対策として川幅の拡張が必要とされていたが、鴨川左岸には鴨川運河と京阪電鉄があり懸案となっていた。昭和62年（1987年）までにこれらの地下化が完了し、これを受けて京都府は「鴨川改修協議会」を設置して鴨川改修の提言を纏め、平成4年（1992年）から平成11年（1999年）まで鴨川改修工事を行った。
この改修工事は洪水対策が主目的であったが、「山紫水明」をキーワードに景観と親水空間に配慮した計画とされた。最初期の計画案では、両岸で鴨川と人の距離（親水性）を重視する案もあったが、協議を経ると右岸ではみそそぎ川と納涼床による親水性を確保しつつ、左岸では都からの景観（納涼床からの眺め）を重視する計画に変更された。この改修工事により、鴨川とみそそぎ川の水面をさらに低くして鴨川の計画流量を増やすと共に、拡張された左岸には四季折々の草花を散策しながら楽しめる「花の回廊」を設けた現在の姿となった。
2021年現在での納涼床の設置は、2008年に適用された『鴨川納涼床審査基準』により、その高さはみそそぎ川から3.6 m（計画堤防の高さ）以上、みそそぎ川東側護岸より西側まで、などの規制に基づいて行われている。

## ホタルの生息
2022年現在、みそそぎ川の二条大橋上流付近でゲンジボタルの生息が確認されており、市街地近くでホタルの鑑賞できる貴重な場所となっている。昭和62年の調査では鴨川の志久呂橋より上流でゲンジボタルの生息が観測されていたが、平成4年から行われたみそそぎ川上流域での護岸工事で生態系に配慮した工法が選択されたことにより、ホタルの生息域が下流にあるみそそぎ川まで降ってきたと考えられている。